# 1986년 K리그
1986년 축구대제전은 1983년에 출범한 한국 프로축구의 4번째 시즌으로, 공식 리그명이 '축구대제전 수퍼리그'에서 '축구대제전'으로 바뀌었다. 지난 시즌 참가했던 상무 축구단과 할렐루야 축구단이 리그를 탈퇴함에 따라 참가팀이 8팀에서 6팀으로 줄어들었다. 또한 단일리그에서 전 후기리그를 치르는 방식으로 리그 운영방식을 변경했다. 전기리그에 해당하는 춘계리그가 1986년 3월 2일 개막해 4월 20일에 마무리 되었으며, 후기리그에 해당하는 추계리그가 1986년 10월 11일 개막해 11월 16일에 마무리되었다. 춘계리그와 추계리그 사이의 리그 휴식기에는 프로팀만이 참가하는 프로축구선수권대회가 열렸으며 홈앤드 어웨이의 지역연고에 기반한(대우-부산,경남 럭키금성-대전,청주 유공-서울 포항제철-대구,경북 현대-인천,경기도) 리그를 실행하려 했지만 "지역연고지제가 지역감정 유발의 한 요인이 된다"는 체육부의 반대 때문에 무산됐다.

## 시즌 개요

### 참가 구단
| # | 팀명            | 연고지               | 리그 참여년도 | 전년도 순위 |
| - | --------------- | -------------------- | ------------- | ----------- |
| 1 | 럭키금성 황소   | 충청북도, 충청남도   | 1984년        | 우승        |
| 2 | 포항제철 아톰즈 | 경상북도, 대구직할시 | 1983년        | 준우승      |
| 3 | 대우 로얄즈     | 부산직할시, 경상남도 | 1983년        | 3위         |
| 4 | 현대 호랑이     | 인천직할시, 경기도   | 1984년        | 4위         |
| 5 | 유공 코끼리     | 서울특별시           | 1983년        | 5위         |
| 6 | 한일은행 축구단 |                      | 1984년        | 7위         |

## 외국인 선수
- 1986시즌 외국인 선수 규정은 2명 보유, 2명 출전이었다.
- 볼드체가 되어 있는 선수는 시즌 중 입단한 선수이다.

| 클럽            | 선수 1 | 선수 2 | 시즌 중 퇴단 선수 |
| --------------- | ------ | ------ | ----------------- |
| 유공 코끼리     |        |        |                   |
| 포항제철 돌핀스 | 호샤   |        |                   |
| 대우 로얄즈     |        |        |                   |
| 럭키금성 황소   | 피아퐁 |        |                   |
| 현대 호랑이     |        |        |                   |
| 한일은행 축구단 |        |        |                   |

## 시즌 순위

### 춘계리그 순위
| 순위 | 팀              | 경기수 | 승 | 무 | 패 | 득 | 실 | 차 | 승점 |
| ---- | --------------- | ------ | -- | -- | -- | -- | -- | -- | ---- |
| 1    | 포항제철 아톰즈 | 10     | 3  | 6  | 1  | 9  | 5  | 4  | 12   |
| 2    | 럭키금성 황소   | 10     | 3  | 5  | 2  | 9  | 8  | 1  | 11   |
| 3    | 유공 코끼리     | 10     | 4  | 2  | 4  | 11 | 10 | 1  | 10   |
| 4    | 대우 로얄즈     | 10     | 4  | 2  | 4  | 8  | 10 | -2 | 10   |
| 5    | 한일은행        | 10     | 3  | 3  | 4  | 9  | 10 | -1 | 9    |
| 6    | 현대 호랑이     | 10     | 2  | 4  | 4  | 6  | 9  | -3 | 8    |

### 추계리그 순위
| 순위 | 팀              | 경기수 | 승 | 무 | 패 | 득 | 실 | 차  | 승점 |
| ---- | --------------- | ------ | -- | -- | -- | -- | -- | --- | ---- |
| 1    | 럭키금성 황소   | 10     | 7  | 2  | 1  | 19 | 9  | 10  | 16   |
| 2    | 현대 호랑이     | 10     | 5  | 4  | 1  | 16 | 8  | 8   | 14   |
| 3    | 대우 로얄즈     | 10     | 6  | 0  | 4  | 18 | 14 | 4   | 12   |
| 4    | 유공 코끼리     | 10     | 3  | 3  | 4  | 18 | 16 | 2   | 9    |
| 5    | 포항제철 아톰즈 | 10     | 2  | 2  | 6  | 9  | 18 | -9  | 6    |
| 6    | 한일은행        | 10     | 1  | 1  | 8  | 8  | 23 | -15 | 3    |

## 경기 결과

### 포스트시즌

#### 챔피언결정전
| 1차전 11월 22일 | 포항제철 아톰즈 | 1 : 0 | 럭키금성 황소 | 동대문 운동장 |  |  |
|                 | 박경훈 21′      |       |               |               |  |  |
|                 |                 |       |               |               |  |  |

| 2차전 11월 23일 | 럭키금성 황소 | 1 : 1 | 포항제철 아톰즈 | 동대문 운동장 |  |  |
|                 | 이영진 85′    |       | 호샤 20′        |               |  |  |
|                 |               |       |                 |               |  |  |

## 우승 구단
| 축구대제전 우승                  |
| -------------------------------- |
| 포항제철 아톰즈                  |
| 1986년 축구대제전                |
| 제4대 대한민국 챔피언 (1회 우승) |
| 1986년                           |

## 시즌 통계

### 개인 기록

#### 득점
| 순위 | 이름   | 클럽            | 득점 | 경기 |
| ---- | ------ | --------------- | ---- | ---- |
| 1    | 정해원 | 대우 로얄즈     | 10   | 19   |
| 2    | 함현기 | 현대 호랑이     | 8    | 20   |
| 3    | 구본석 | 유공 코끼리     | 7    | 18   |
| 4    | 김용세 | 유공 코끼리     | 6    | 10   |
| 5    | 조민국 | 럭키금성 황소   | 5    | 10   |
| 6    | 이흥실 | 포항제철 아톰즈 | 5    | 17   |
| 7    | 이상래 | 럭키금성 황소   | 5    | 19   |
| 8    | 윤성효 | 한일은행        | 5    | 20   |
| 9    | 이학종 | 한일은행        | 4    | 10   |
| 10   | 호샤   | 포항제철 아톰즈 | 4    | 12   |

#### 도움
| 순위 | 이름   | 클럽            | 도움 | 경기 |
| ---- | ------ | --------------- | ---- | ---- |
| 1    | 강득수 | 럭키금성 황소   | 8    | 15   |
| 2    | 김용세 | 유공 코끼리     | 7    | 10   |
| 3    | 조성규 | 한일은행        | 5    | 18   |
| 4    | 이태호 | 대우 로얄즈     | 4    | 10   |
| 5    | 박양하 | 대우 로얄즈     | 4    | 11   |
| 6    | 황석근 | 한일은행        | 4    | 18   |
| 7    | 허정무 | 현대 호랑이     | 3    | 8    |
| 8    | 최상국 | 포항제철 아톰즈 | 3    | 9    |
| 9    | 전영수 | 현대 호랑이     | 3    | 10   |
| 10   | 변병주 | 대우 로얄즈     | 3    | 10   |

## 수상

#### 최우수선수상
이흥실 (포항제철 아톰즈)

#### 득점상
정해원 (대우 로얄즈)

#### 도움상
강득수 (럭키금성 황소)

#### 신인선수상
함현기 (현대 호랑이)

#### 우수 골키퍼상
김현태 (럭키금성 황소)

#### 베스트 11
골키퍼: 김현태 (럭키금성 황소)
수비수: 조영증 (럭키금성 황소), 김평석 (현대 호랑이), 최강희 (현대 호랑이), 박노봉 (대우 로얄즈)
미드필더: 조민국 (럭키금성 황소), 이흥실 (포항제철 아톰즈), 윤성효 (한일은행)
공격수: 김용세 (유공 코끼리), 정해원 (대우 로얄즈), 함현기 (현대 호랑이)

#### 감독상
최은택 (포항제철 아톰즈)

#### 감투상
민진홍 (유공 코끼리)

#### 모범상
박성화 (포항제철 아톰즈)

#### 특별상
정해원 (대우 로얄즈)

#### 심판상
심건택

## 같이 보기
- 1986년 K리그 챔피언결정전
- 1986년 리그컵